# Bagration (brandy)
Bagration (Багратион en ruso) es una marca de brandy ruso, producida por Fábrica de Coñac Kizlyar desde 1994. La bebida lleva el nombre del general Piotr Bagration, originario de la ciudad de Kizlyar. "Bagration" es la bebida oficial del Kremlin de Moscú y se sirve en reuniones de jefes de Estado.

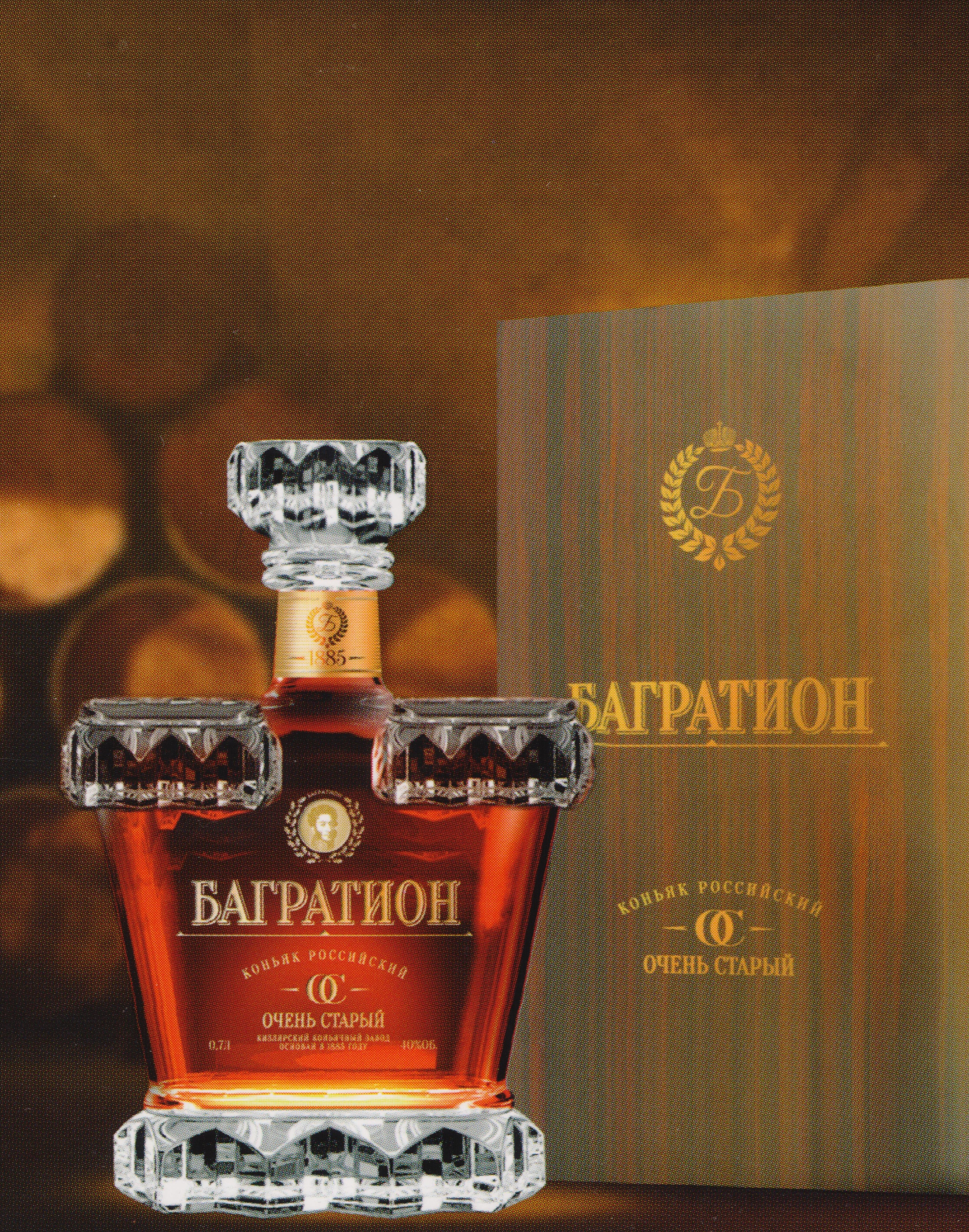
Brandy "Bagration" en una botella de cristal con elementos de oro.

## Descripción
Para la elaboración de brandy se utilizan uvas especiales. El destilado para la producción de este brandy se envejece durante al menos 20 años en barricas de roble caucásico de montaña. Color ámbar oscuro, aroma complejo y rico. Hay tonos de roble viejo, notas de jerez, espíritus maduros, así como el tono de nuez moscada y frutas exóticas. El sabor se abre gradualmente, sin intentar mostrar todo el potencial en el primer segundo. En un postgusto largo aparecen tonos de fruta seca y chocolate. Brandy "Bagration" da una oleada de fuerza y deseos nobles.

## Historia
En 1977, en la 79.ª sesión del Comité Olímpico Internacional en Praga, el comité organizador "XXII Olimpiada" ofreció a la Fábrica de Coñac Kizlyar producir la bebida oficial para los Juegos Olímpicos de Verano de 1980 en Moscú "Olímpico". Más tarde, el envase fue acordado con los símbolos del Movimiento Olímpico Internacional.
En 1979, con la introducción de las tropas soviéticas en Afganistán, comenzaron los juegos políticos. Muchos países se negaron a participar en los Juegos Olímpicos-80. Desde entonces, el acuerdo entre el COI y  Fábrica de Coñac Kizlyar y no se ha desarrollado.Una década más tarde, en 1994, de alcoholes de 20 años de envejecimiento, que en 1980 se estaban preparando para la producción de brandy "Olímpico", se enviaron a la fabricación de bebidas de 40 grados "Bagration". Hasta ese momento, no había bebidas en la Unión Soviética con los nombres de grandes personas.
En 1997, en la Exposición Internacional de Niza, Bagration ganó dos premios a la vez: "El mejor coñac" y "Bebida gourmet", después de lo cual comenzaron a decir "Por cada Napoleón en Rusia siempre habrá una Bagración".
"Bagration" fue galardonado con dos premios más altos "Gran Premio" en Niza, dos grandes medallas de oro, más de 20 medallas de oro en competiciones internacionales y el Certificado Internacional de Inglaterra.
En 2008, "Bagration" se convirtió en una bebida de los eventos de protocolo del Kremlin de Moscú, junto con otros productos de la fábrica de brandy Kizlyar, Rusia, Pedro el Grande y Daguestán.